# Icon (John Lennon)
Icon è una raccolta di John Lennon pubblicata nel 2014.

## Descrizione
Fa parte della serie economica "Icon" distribuita dalla Universal Music Enterprises dal 2010.
La traccia di chiusura sull'album, Give Peace a Chance, indica come autori John Lennon & Yōko Ono per la prima volta, mentre alla sua prima uscita nel 1969 era stata attribuita a Lennon-McCartney, e successivamente al solo Lennon in occasione della raccolta Lennon Legend: The Very Best of John Lennon del 1997.

## Tracce
Testi e musiche di John Lennon, eccetto dove indicato
1. Imagine
2. (Just Like) Starting Over
3. Instant Karma!
4. Stand by Me (Ben E. King, Jerry Leiber e Mike Stoller)
5. Watching the Wheels
6. Mind Games
7. Jealous Guy
8. Beautiful Boy (Darling Boy)
9. Love
10. Happy Xmas (War Is Over)
11. Give Peace a Chance (John Lennon, Yoko Ono)